# Diademska zamorska mačka
Diadémska zamôrska máčka (znanstveno ime Cercopithecus mitis) je vrsta opic Starega sveta, ki izvira iz Srednje in Vzhodne Afrike, in sega od zgornjega porečja reke Kongo na vzhodu do Velikega tektonskega jarka in na jugu do severne Angole in Zambije. Včasih vključuje kot podvrste: opica Samango (Cercopithecus albogularis), Cercopithecus doggetti in zlata opica (Cercopithecus kandti).

## Podvrste
Priznanih je več podvrst:
- Cercopithecus mitis botourlinii
- Cercopithecus mitis elgonis – Elgon modra opica
- Cercopithecus mitis heymansi – modra opica reke Lomami, najdena v Kongu
- Cercopithecus mitis kolbi – Kolbova opica, najdena v Keniji
- Cercopithecus mitis mitis – Plutonova opica, najdena v Angoli
- Cercopithecus mitis moloneyi – Moloneyjeva modra opica[5]
- Cercopithecus mitis opitsthosticus
- Cercopithecus mitis schoutedeni – Schoutednova modra opica, najdena v Kongu
- Cercopithecus mitis stuhlmanni – Stuhlmannova modra opica

Včasih so nekatere od teh veljale za polne vrste, dodatne podvrste pa so veljale za veljavne, druge pa ne priznavajo vsi organi.
- Narodni park jezera Manyara, Tanzanija
- NP jezera Manyara, Tanzania
- C. m. stuhlmanni gozd Kakamega, Kenija
- C. m. stuhlmanni gozd Kakamega, Kenija

## Opis
Diademska zamorska mačka ima malo dlake na obrazu, kar ji včasih daje modri videz, vendar nikoli nima živo modrega videza mandrila (Mandrillus sphinx), na primer. Razen obraza (ki je temen z bledo ali rumenkasto liso na čelu - "diadem", iz katerega izvira domače ime vrste), je večinoma olivna ali siva, razen obraza (ki je temen z bledo ali rumenkasto liso na čelu), črnkaste kape, stopal in sprednjih nog ter plašč, ki je rjav, oliven ali siv, odvisno od podvrste. Tipične velikosti segajo od 50 do 65 cm v dolžino (brez repa, ki je skoraj tako dolg kot preostala žival), pri čemer samice tehtajo nekaj več kot 4 kg, samci pa do 8 kg.

## Ekologija

### Habitat
Diademsko zamorsko mačko najdemo v zimzelenih gozdovih in gorskih bambusovih gozdovih, živi pa večinoma v gozdnih krošnjah in le redko pride na tla. Zelo je odvisna od vlažnih, senčnih območij z veliko vode. Najraje živi v visokih drevesih, ki zagotavljajo tako hrano kot zavetje, zato tako kot skoraj vse zamorske mačke trpi zaradi izgube naravnega habitata. Kjer nasadi borovcev nadomestijo naravni gozd, lahko gozdarji opico obravnavajo kot grožnjo, saj včasih trga lubje eksotičnih dreves v iskanju hrane ali vlage. Lovijo jo tudi zaradi mesa.

### Prehrana
Opice jedo sadje, fige, žuželke, liste, vejice in rože. »V glavnem so sadnojedi, pri čemer 50 % njihove prehrane sestavlja sadje, glavni vir beljakovin so listi ali žuželke, preostanek prehrane pa sestavljajo semena, cvetovi in glive. Redko jedo vretenčarje. Jedo različne rastline, vendar se osredotočajo na nekaj vrst, kar pomeni, da je njihova gostota populacije na splošno odvisna od bogastva in raznolikosti rastlinskih vrst.«

## Vedenje
Diademska zamorska mačka (C. mitis) se za dodatno zaščito združi s C. ascanius (črnolična belonosa zamorska mačka). Njene interakcije z slednjimi vključujejo medvrstno nego. Njihov družbeni sistem je večinoma iz samis, ker samci odidejo, ko odrastejo. Samci imajo malo ali nič interakcije z mladiči. C. mitis je zelo teritorialna, zato morajo mladi samci hitro oditi, da si pomagajo, in postanejo uspešnejši. Izzivajo prevladujočega samca iz druge družine. Če premagajo prevladujočega samca, prevzamejo vodstvo te družine, to pa mladim samcem ponudi prostor za življenje, socializacijo in zalogo hrane. C. mitis naj bi bila nomadska.

### Socialna struktura
Opice živijo v žensko-filopatričnih družbenih sistemih, kjer samice ostanejo v svojih natalnih skupinah, medtem ko se samci razidejo, ko dosežejo odraslost. Kot rezultat, skupine diademskih zamorskih mačk običajno sestavljajo en samec z več samicami in mladiči, kar povzroča matrilinearne družbe. Občasno opazimo samotne samce, ki so verjetno prehodni, saj so zapustili svojo natalno skupino v iskanju nove skupine.
V teh družbah, ki so vezane na samice, le 5–15 % dejavnosti opic zasedejo družbene interakcije in najpogostejše družbene interakcije znotraj skupine sta negovanje in igranje. Odnosi med člani skupine so različni: mladiči najpogosteje komunicirajo s svojimi vrstniki in odraslimi ali mladoletnimi samicami in jih le redko vidimo v bližini odraslih samcev.
Najpogostejše vzgojiteljice za mladiče so mladoletne samice in običajno enega nosi več vzgojiteljic. Ena od hipotez je, da to omogoča mladiču, da se nauči socializiranja v zgodnji fazi življenja.
Med samicami diademske zamorske mačke obstajajo zanimivi odnosi. Verjame se, da ta odnos oblikuje njihova prehranjevalna ekologija, ki pa jo oblikuje konkurenca med skupinami in znotraj skupine. Samice kažejo močno, agresivno konkurenco med skupinami in med drugimi vrstami zaradi svojega teritorialnega značaja, vendar blažjo, čeprav pogostejšo konkurenco znotraj skupine. Čeprav so bila prejšnja prepričanja, da te opice niso teritorialne, novejše razširjene raziskave kažejo, da so prejšnji raziskovalci napačno razlagali rezultate, ker so družbene interakcije na splošno redke. Poleg tega so splošne stopnje agonizma pri teh opicah zelo nizke. Konflikti znotraj skupine so blagi in redki, ker se samice oddaljujejo druga od druge in se hranijo na različnih mestih, da se izognejo konkurenci. Čeprav je veljalo, da so diademske zamorske mačke enakopravne, trenutne razširjene raziskave potrjujejo, da se pri samicah pojavlja linearna prevladujoča hierarhija, kar postane bolj očitno, ko so viri hrane redki.

### Razmnoževanje
Sistem parjenja je poliginozen, z ustreznim spolnim dimorfizmom velikosti, saj so samci bistveno večji spol. Samice običajno rodijo vsaki dve leti, med začetkom tople, deževne sezone; brejost traja približno pet mesecev, mladiči pa se rodijo z dlako in z odprtimi očmi. Velikosti skupin se giblje od 10 do 40 in vsebujejo samo enega odraslega samca. Pogosto ga najdemo v skupinah z drugimi vrstami opic, kot so črnolična belonosa zamorska mačka in različni rdeči kolobusi.
Samci diademske zamorske mačke se parijo z več kot eno samico, samice pa se parijo le z enim samcem. Samica privabi samca, da se z njo pari z govorico telesa. Razmnožujejo se skozi vse leto. »Skupine imajo lahko do 40 članov in samice običajno pomagajo skrbeti za vse mlade, ne samo za svoje.«